# Qasaba
Qasaba (arabisch قصبة, DMG qaṣaba) war ein arabisches Längenmaß, das auch in Ägypten benutzt wurde, und entsprach der Rute.
Den Kassabeh gab es als großen und als kleinen Kassabeh aus steuerrechtlichen Gründen. Der Beledi wurde mit 577,5 Millimeter gerechnet.
- 1 Kassabeh  (groß)= 6 ⅔ Pik Beledi = 24 Tschöb’dah = 1706 Pariser Linien = 3,85 Meter[1]
- 1 Kassabeh  (klein)= 6 ⅓ Pik Beledi = 22 Tschöb’dah = 1621 Pariser Linien = 3,6575 Meter[2]

Der Tschöbdah hatte die Länge der Faust mit ausgestrecktem Daumen.